# 川口篤
川口 篤（かわぐち あつし、1902年9月29日 - 1975年6月25日）は、日本のフランス文学者、翻訳家。

## 略歴
栃木県栃木市生まれ。旧制宇都宮中学・旧制一高を経て、東京帝国大学文学部仏文科卒。戦後、東京大学教養学部教授、1958年から1960年まで教養学部学部長、1961年まで評議員。1963年定年退官、学習院大学教授を務めた。
アンドレ・ジイド、エミール・ゾラをはじめ翻訳多数がある。

## 著書
- 『或る出会い』（川口松子編、筑摩書房事業出版） 1981

## 翻訳
- 『旅の誘ひ』 （ジヤン・ジヤツク・ベルナアル、白水社、仏蘭西近代劇叢書） 1927
- 『キュリー夫人伝』（エーヴ・キュリー、白水社） 1938
- 『水に描く』（フランシス・ド・ミオマンドル、実業之日本社） 1940
- 『ファーブル昆虫記 第9』（壮文社） 1946
- 『哲學體系』（アンドレ・クレソン、白水社） 1947
- 『ジャヴォットの秘密』（ミュッセ、角川文庫） 1949
- 「ペテン師」（タルチュフ、南北書園、『モリエール選集 第1』） 1948
- 『白つぐみ物語』（ミュッセ、角川書店） 1950
- 『フランス哲学思潮』（アンドレ・クレソン、白水社） 1951
- 『哲学体系』（アンドレ・クレソン、白水社） 1951
- 『獣人』（エミール・ゾラ、三笠書房） 1951、のち岩波文庫
- 『現代史 第4 パリのベルジュレ氏』（白水社、アナトオル・フランス長篇小説全集6） 1951
- 『天使の反逆』（白水社、アナトオル・フランス長篇小説全集15） 1951
- 『深夜の結婚』（アンリ・ド・レニエ、三笠書房） 1951
- 『招かれた女』（シモーヌ・ド・ボーヴォワール、笹森猛正共訳、創元社） 1952、のち新潮文庫
- 『人はすべて死す』（ボーヴォワール、田中敬一共訳、創元社） 1953、のち岩波文庫
- 『ナナ』（エミール・ゾラ、古賀照一共訳、新潮文庫） 1956 - 1959
- 『小説と作中人物』（フランソワ・モーリャック、ダヴィッド社） 1957
- 『シャベール大佐』（東京創元社、バルザック全集3） 1961
- 『オノレ・シュブラックの失踪 他』（アポリネール、筑摩書房、世界文学大系92） 1964
- 「青い鳥」（メーテルリンク、主婦の友社、『ノーベル賞文学全集18 - ラーゲルレーヴ / メーテルリンク / ヒメネス』） 1971

### アンドレ・ジイド
- 『田園交響楽』（アンドレ・ジイド、岩波文庫） 1933
- 『背徳者』（アンドレ・ジイド、岩波文庫） 1936
- 『カンドオル王、エディプ』（建設社、アンドレ・ジイド全集1） 1934
- 『女の学校 / ロベール』（ジイド、岩波文庫） 1946
- 『重罪裁判所の思い出』（新潮社、アンドレ・ジイド全集6） 1951
- 『贋金つくり』（アンドレ・ジイド、岩波文庫） 1962 - 1963

### ギ・ド・モーパッサン
- 『ミス・ハリエット』（モーパツサン、養徳社） 1949、のち岩波文庫
- 『脂肪の塊 他8篇』（小山書店、モーパッサン文庫1） 1950
- 『ジュール伯父 他9篇』（小山書店、モーパッサン文庫3） 1950
- 『山小屋 他10篇』（小山書店、モーパッサン文庫5） 1951
- 『遺産 / 百万フラン』（モーパッサン、岩波文庫） 1955
- 『水いらず / メヌエット』（モーパッサン、岩波文庫） 1955